# Malte au Concours Eurovision de la chanson 2020
Malte était l'un des quarante et un pays participants prévus du Concours Eurovision de la chanson 2020, qui aurait dû se dérouler à Rotterdam aux Pays-Bas. Le pays aurait été représenté par la chanteuse Destiny Chukunyere, sélectionnée via la saison 2 de X Factor Malta et sa chanson All of My Love, sélectionnée en interne par le diffuseur TVM. L'édition est finalement annulée en raison de la pandémie de Covid-19.

## Sélection
Le diffuseur maltais a confirmé sa participation le 25 septembre 2019, annonçant par la même occasion la reconduction de la version locale de X Factor comme sélection.

### X Factor Malta
Dans un premier temps, les candidats auditionnent face aux quatre juges : Ira Losco, Howard Keith Debono, Ray Mercieca et Alexandra Alden. 120 artistes se qualifient pour la suite de l'émission. Divisés en quatre catégories — garçon, filles, groupes et plus de 25 ans —, chacune coachée par un juge — respectivement Ira Losco, Howard Keith Debono, Ray Mercieca et Alexandra Alden —, ils continuent d'auditionner, étant petit à petit filtrés jusqu'à être réduits à seulement 48 candidats, soit 12 par catégorie.
Par la suite, catégorie par catégorie, les candidats chantent lors du Six-Chair Challenge. Lors de cette étape, six chaises sont installées sur le côté de la scène et représentent les places pour la suite de l'émission. Le coach de chaque catégorie juge les différents candidats et décide s'il leur octroie une chaise. Si les six chaises sont occupées, le juge peut également décider d'éliminer un des candidats déjà assis afin de conserver un candidat qu'il juge meilleur. Au terme de cette étape, les candidats ne sont donc plus que 6 dans chaque catégorie, soit 24 au total.
Enfin, les candidats terminent par une étape nommée The Judges' House (en français « La maison des juges »). Au terme de celle-ci, trois artistes sont éliminés par catégorie et seuls trois sont qualifiés pour les émissions en direct. Il ne reste donc qu'un total de douze candidats, considérés comme finalistes.
Ces artistes sont :
- Vainqueur
- Deuxième
- Troisième

| Catégorie (coach)  | Candidats     | Candidats          | Candidats        |
| ------------------ | ------------- | ------------------ | ---------------- |
| Garçons (Mercieca) | Kyle Cutajar  | Dav. Jr            | Karl Schembri    |
| Filles (Losco)     | Jasmine Abela | Destiny Chukunyere | Justine Shorfid  |
| +25 ans (Alden)    | Ed Abdilla    | Celine Agius       | Paul Anthony     |
| Groupes (Debono)   | Bloodline     | F.A.I.T.H          | Yazmin and James |

Au terme de la saison, Destiny Chukunyere est désignée gagnante et représentante de Malte à l'Eurovision 2020.

### Chanson
La chanson, sélectionnée en interne, est intitulée All of My Love et est présentée le 9 mars 2020.

## À l'Eurovision
Malte aurait participé à la première demi-finale, le 12 mai puis, en cas de qualification, à la finale du 16 mai 2020.
Le 18 mars 2020, l'annulation du Concours en raison de la pandémie de Covid-19 est annoncée.